# 바실리 리하초프
바실리 니콜라예비치 리하초프(러시아어: Василий Николаевич Лихачёв, 1952년 ~ 2019년 4월 8일)는 러시아의 정치인이며, 전직 유럽 평의회 주재 러시아 상임대표였으며, 러시아의 전직 법무부 차관이었다. 2011년부터 러시아 연방 공산당 소속 국가두마 의원이었다.